# John Henry Towers

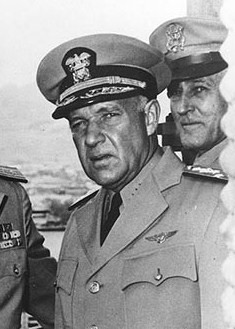
Vizeadmiral John Henry Towers (1943)

John Henry „Jack“ Towers (* 30. Januar 1885 in Rome, Floyd County, Georgia; † 30. April 1955 in Queens, New York City) war ein US-amerikanischer Marineflieger und Admiral der US Navy, der zuletzt von 1946 bis 1947 in Personalunion Oberkommandierender des Pazifikkommandos (US Pacific Command) sowie Oberbefehlshaber der Pazifikflotte (US Pacific Fleet) war. Für seine fliegerischen Verdienste wurde er 1966 posthum in die National Aviation Hall of Fame aufgenommen.

## Leben

### Ausbildung zum Marineoffizier und Marineflieger
Towers begann nach dem Schulbesuch seine Offiziersausbildung an der US Naval Academy in Annapolis, die er 1906 abschloss. Anschließend fand er zunächst eine Verwendung auf dem zur Kearsarge-Klasse gehörenden Einheitslinienschiff USS Kentucky. In der Folgezeit bewarb er sich mehrmals als Marineflieger, ehe er als Kapitänleutnant (Lieutenant) am 27. Juni 1911 zur Ausbildung an der von Glenn Curtiss gegründeten Flugschule in Hammondsport zugelassen wurde. Dort wurde er nach Theodore Gordon Ellyson und John Rodgers auf dem ersten Flugzeug der US Navy Curtiss A-1 zum dritten Marineflieger ausgebildet.
Am 25. Oktober 1911 flogen Ellyson und Towers einen Überlandflug von 180 km in 122 Minuten entlang der Chesapeake Bay von Annapolis nach Old Point Comfort. Später übernahm er als Fluglehrer selbst die Ausbildung neuer Marineflieger und stellte im Oktober 1912 entlang der Chesapeake Bay einen Dauerflugrekord für Marineflieger auf, als er mit einem Zusatztank sechs Stunden flog. Im Dezember 1912 vollendete er Versuche, die die Möglichkeit der Sichtung von U-Booten aus der Luft bewiesen. 1913 war er zuständig für die Fliegereinheit, die von der Guantanamo Bay Naval Base aus an den ersten Manövern mit der US-Flotte teilnahm. Dabei erforschten er und die anderen Piloten das Potenzial der Flugzeuge, um die Marine durch Luftaufklärung, Bombenabwürfe, Luftfotografie und drahtlose Kommunikation zu unterstützen. Dabei gelang ihnen auch die Sichtung von U-Booten in einer Tiefe von 9 bis 12 Metern.
Am 20. Juni 1913 befand sich Towers an Bord eines von Leutnant zur See (Ensign) William Billingsley geflogenen Wasserflugzeugs vom Typ Navy-Wright B-2. Die Maschine geriet über der Chesapeake Bay in einer Höhe von rund 600 Metern in heftige Turbulenzen, aufgrund dessen Billingsley aus seinem Sitz geschleudert wurde, ins darunter liegende Gewässer zu Tode stürzte und dadurch der erste im Dienst tödlich verunglückte Marineflieger wurde. Towers gelang es auf den Pilotensitz zu klettern und mit dem Flugzeug eine Bruchlandung durchzuführen, die er nahezu unverletzt überstand. Daraufhin ordnete er den Einsatz von Sicherheitsgurten in allen Marineflugzeugen an. Im Januar 1914 war er für die Errichtung der Naval Air Station Pensacola verantwortlich, des ersten Marinefliegerstützpunktes der USA.

### Erster Weltkrieg, Schiffskommandant und Verdienste in der Marinefliegerei

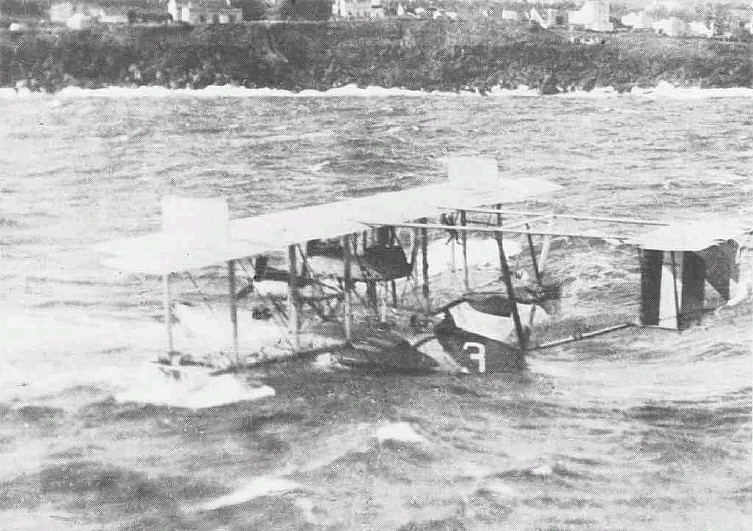
Mit einem Wasserflugzeug vom Typ Curtiss NC versuchte Towers im April 1919 eine Atlantiküberquerung, musste aber vor den Azoren eine Notlandung durchführen

Danach war Towers von August 1914 bis August 1916 stellvertretender Marineattaché an der Botschaft im Vereinigten Königreich und nahm danach an einer Einsatzfahrt auf dem Panzerkreuzer USS Tennessee teil. Im Mai 1917 wurde er als Korvettenkapitän (Lieutenant Commander) ins Navigationsbüro der Marine (Bureau of Navigation) versetzt, wo er für das Marinefliegerreservekorps NRFC (Naval Reserve Flying Corps) verantwortlich war. Nach dem Verschärfung des U-Boot-Kriegs und Kriegseintritt der USA in den Ersten Weltkrieg 1917 leitete er von dort aus Marinefliegereinsätze im Golf von Mexiko. Im April 1919 versuchte er zusammen mit Patrick N. L. Bellinger und Albert Cushing Read mit einer Gruppe von drei Wasserflugzeugen vom Typ Curtiss NC der Rockaway Naval Air Station von Neufundland aus am 8. Mai 1919 eine Überquerung des Atlantischen Ozeans, musste aber mit seinem Flugzeug NC-2 rund 205 Seemeilen vor den Azoren notlanden, ebenso wie eines der anderen beiden Flugzeuge. Dem dritten Flugzeug NC-4 unter Read gelang der Transatlantikflug nach England nach einer Zwischenlandung auf den Azoren und in Portugal. Für seine Verdienste hierfür wurde ihm das Navy Cross verliehen.
Anschließend war Towers Erster Offizier des Minenlegers Aroostock sowie vom 10. Dezember 1920 bis Dezember 1921 Kommandant (Commanding Officer) des Zerstörers Mugford, ehe er 1921 als Erster Offizier des Marinefliegerstützpunktes Pensacola im Auftrag des Luftfahrtbüros der Marine (Bureau of Aeronautics) mit der Ausbildung von Marinefliegern auf normalen Flugzeugen begann. Dies war notwendig um die zukünftige Einsatzmöglichkeit auf Flugzeugträgern zu gewährleisten. 1922 ließ die US Navy den Marine-Kohlentransporter Jupiter zur Langley umbauen, den ersten Flugzeugträger der USA. Durch die vorherige Ausbildung wurden die praktischen Probleme des Einsatzes von Flugzeugen von Schiffen aus allmählich gelöst. In der Folgezeit wurden Fangseile und Barrikaden entwickelt, um die Sicherheit der Landungen zu unterstützen. Im Anschluss kam es zum Umbau der Lexington und der Saratoga zum zweiten und dritten einsatzfähigen Flugzeugträger der USA vor dem Zweiten Weltkrieg.

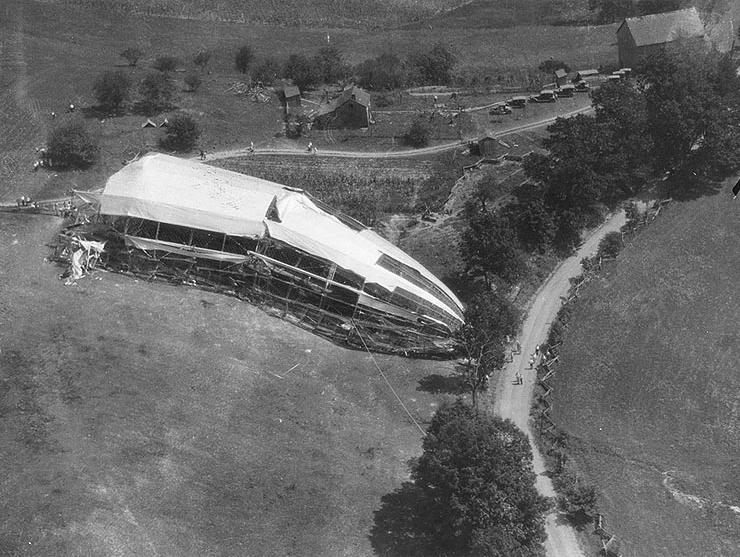
Im September 1925 wurde Towers mit der Untersuchung des Unglücks des Starrluftschiffes USS Shenandoah beauftragt

Towers selbst war zwischen März 1923 und September 1925 nacheinander stellvertretender Marineattaché an den Botschaften im Vereinigten Königreich, Frankreich, Italien, den Niederlanden sowie zuletzt in Deutschland. Nach seiner Rückkehr wurde er vom Bureau of Aeronautics mit der Untersuchung des Unglücks des Starrluftschiffes USS Shenandoah beauftragt. Nach einer Verwendung als Erster Offizier wurde er am 4. Januar 1927 schließlich als Nachfolger von Kapitän zur See Frank Robert McCrary schließlich selbst Kommandant des Flugzeugträgers USS Langley und verblieb in dieser Funktion bis zu seiner Ablösung durch Fregattenkapitän Robert Rudolf „Rip“ Paunack am 26. August 1928. Danach war er zunächst Leiter des Planungsreferats sowie anschließend stellvertretender Chef des Bureau of Aeronautics, ehe er im Juni 1931 Offizier im Stab von Konteradmiral Harry E. Yarnell wurde, der zu der Zeit Kommandeur der Marinefliegereinheiten des Schlachtschiffverbandes (Battle Force) war.
Nachdem Towers von Juni 1933 bis 1934 einen Stabslehrgang am Naval War College in Newport absolviert hatte, wurde er Kommandant der Naval Air Station San Diego und danach erneut Offizier im Stab des Kommandeurs der Marinefliegereinheiten des Schlachtschiffverbandes. Danach löste er als Kapitän zur See (Captain) am 9. Juni 1937 Kapitän zur See William F. Halsey als Kommandant des Flugzeugträgers USS Saratoga ab und verblieb in dieser Verwendung bis zu seiner Ablösung durch Kapitän zur See Albert Cushing Read am 16. Juni 1938.

### Aufstieg zum Admiral und Zweiter Weltkrieg

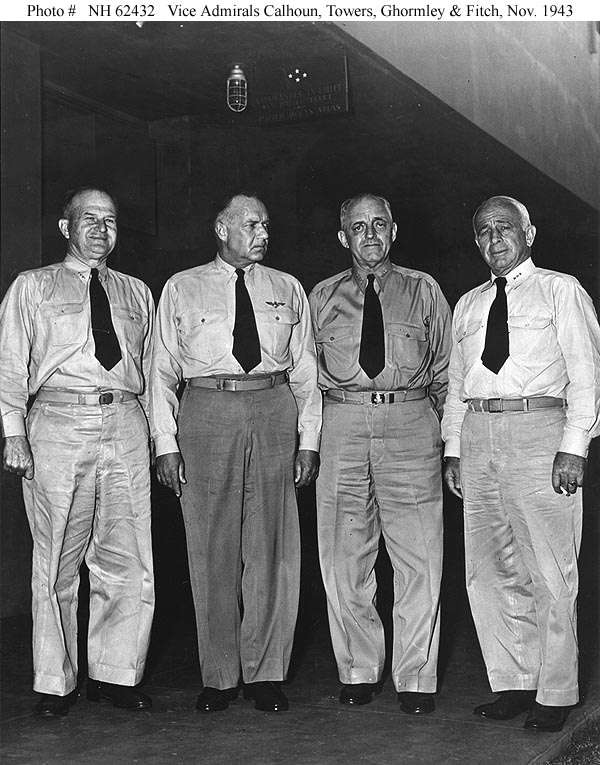
Vizeadmiral John Henry Towers (2. v. l.) als Kommandeur der Lufteinheiten der US-Pazifikflotte mit Vizeadmiral William L. Calhoun, Kommandeur der Serviceeinheiten der Pazifikflotte, Vizeadmiral Robert L. Ghormley, Kommandant des 14. Marinebezirks und Vizeadmiral Aubrey W. Fitch, Kommander der Lufteinheiten der US-Streitkräfte im Südpazifik, am 14. November 1943 im Hauptquartier der US-Pazifikflotte in Pearl Harbor

Anschließend wurde Towers zunächst erneut stellvertretender Chefs des Bureau of Aeronautics, ehe er als Nachfolger von Konteradmiral Arthur B. Cook am 1. Juni 1939 schließlich selbst Chef des Bureau of Aeronautics und zum Konteradmiral (Rear Admiral) befördert wurde. Er war damit der erste Marineflieger in der Geschichte der US Navy, der in einen Admiralsrang befördert wurde. Auf dem Posten als Chef des Bureau of Aeronautics blieb er bis zum 9. Oktober 1942 und wurde dann durch Konteradmiral John S. McCain, Sr. abgelöst. Während seiner Dienstzeit wuchs die Anzahl der Marineflugzeuge von 2.000 im Jahr 1939 auf 39.000 im Jahr 1942.
Nach seiner Beförderung zum Vizeadmiral (Vice Admiral) am 6. Oktober 1942 wurde Towers Kommandeur der Lufteinheiten der US-Pazifikflotte. Anschließend wurde er in Personalunion stellvertretender Oberkommandierender der Streitkräfte im Pazifikraum (Pacific Ocean Area ) sowie stellvertretender Oberbefehlshaber der Pazifikflotte und war damit als Stellvertreter von Admiral Chester W. Nimitz dessen Chefberater für Marinefliegereinsatz, Flottenlogistik und Verwaltungsangelegenheiten. Am 27. Februar 1944 wurde er mit dem Legion of Merit sowie am 23. Juli 1945 mit der Navy Distinguished Service Medal ausgezeichnet. Im August 1945 wurde er Kommandeur der Zweiten Flugzeugträgereinsatzkräfte (Second Carrier Task Force) sowie der Flugzeugträgerkräfte 38 (Task Force 38), ehe er am 7. November 1945 als Admiral Kommandeur der 5. US-Flotte (US Fifth Fleet) mit dem Schlachtschiff New Jersey als Flaggschiff wurde.
Im Anschluss wurde Towers am 1. Februar 1946 als Nachfolger von Admiral Raymond A. Spruance schließlich selbst Oberbefehlshaber der Pazifikflotte (US Pacific Fleet) mit dem Flugzeugträger Bennington als Flaggschiff. Diesen Posten bekleidete er bis zu seiner Ablösung durch Admiral Louis E. Denfeld am 28. Februar 1947. Am 1. Januar 1947 wurde er zudem in Personalunion Oberkommandierender des neu geschaffenen US-Pazifikkommandos (US Pacific Command) und wurde auch in dieser Verwendung am 28. Februar 1947 durch Admiral Louis E. Denfeld abgelöst. Daraufhin fungierte er noch von März bis zu seinem Eintritt in den Ruhestand am 1. Dezember 1947 als Vorsitzender des Allgemeinen Marineausschusses (General Board of the United States Navy), einem Beratungsgremium der US Navy.
Nach seinem Tode wurde er auf dem Nationalfriedhof Arlington beigesetzt. Er war mit Pierrette Anne Towers verheiratet.

### Auszeichnungen
Auswahl der Dekorationen, sortiert in Anlehnung der Order of Precedence of the Military Awards:
- Navy Cross
- Navy Distinguished Service Medal
- Legion of Merit